# Stefan Czmur
Stefan Czmur (ur. 2 listopada 1949 w Bolesławcu) – polski żołnierz, generał brygady, doktor nauk wojskowych, w latach 2012–2016 ambasador RP w Norwegii.

## Życiorys
W 1968 wstąpił do Ludowego Wojska Polskiego, służąc początkowo w wojskach łączności, a następnie w Siłach Powietrznych. W 1972 w Wyższej Szkole Oficerskiej Wojsk Łączności uzyskał tytuł inżyniera na kierunku dowódca w specjalności wojska łączności-łączność radiowa. W 1980 ukończył studia w Akademii Sztabu Generalnego (ASG) na kierunku wojska lotnicze (oficer dyplomowany), w 1999 USAF Air War College Uniwersytetu Lotniczego w Maxwell AFB, a w 2005, podyplomowe studia polityki obronnej w Akademii Obrony Narodowej. W 1984 otrzymał na ASG stopień doktor nauk wojskowych w zakresie nauk o bezpieczeństwie.
Od 1980 pracował jako nauczyciel akademicki w Akademii Sztabu Generalnego. W latach 1986–1987 pełnił służbę w sztabie 4 Dywizji Lotnictwa Myśliwskiego. Od 1990 pracownik naukowo-dydaktyczny.
Od 2000 na kierowniczych stanowiskach w Sztabie Generalnym WP. Był kolejno szefem Oddziału Strategii Wojskowej, zastępcą szefa Zarządu Strategicznego i zastępcą szefa Zarządu Planowania Rozwoju Sił Zbrojnych. W 2003 objął stanowisko szefa Zarządu Planowania Rozwoju Sił Zbrojnych. Był jednym ze współautorów programów rozwoju Sił Zbrojnych RP w latach 2003–2010 ukierunkowanych na transformację związaną z wstąpieniem Polski do NATO. W 2005 został awansowany do stopnia generała brygady.
Od 2005 w Kwaterze Głównej NATO na stanowisku zastępcy Polskiego Przedstawiciela Wojskowego przy Komitetach Wojskowym NATO i Unii Europejskiej. W 2009 objął funkcję doradcy szefa Sztabu Generalnego WP gen. Franciszka Gągora.
Od stycznia 2010 pracował w Ministerstwie Spraw Zagranicznych jako radca ministra w Departamencie Polityki Bezpieczeństwa. 12 czerwca 2012 mianowany ambasadorem RP w Norwegii, akredytowanym także na Islandii. Kadencję zakończył 31 lipca 2016.
Od 1 października 2016 wykładowca Wyższej Szkoły Bezpieczeństwa w Poznaniu.
Żonaty od 1972 z Grażyną Marią Czmur. Ma córkę Dagmarę (ur. 1972) i syna Michała (ur. 1981).

## Odznaczenia
- Krzyż Kawalerski Orderu Odrodzenia Polski „za wybitne zasługi w umacnianiu suwerenności i obronności kraju” (2002)[7]
- Krzyż Wielki Orderu Zasługi, Norwegia (2016)[8]

## Publikacje
- Stefan Czmur, El Alamein 1942, Warszawa: Wydawnictwo Bellona, 1997.
- Stefan Czmur, Waldemar Wójcik, Dowódcy lotnictwa i obrony powietrznej = Aviation and air defence commanders, Warszawa: Wydawnictwo Bellona, 1998.
- Stefan Czmur, Waldemar Wójcik, Generałowie w stalowych mundurach, Poznań: Redakcja Czasopism Wojsk Lotniczych i Obrony Powietrznej; Warszawa: Bellona, 2003.